# FarSky
FarSky est un jeu vidéo de survie développé et édité par FarSky Interactive, sorti en 2014 sur Windows, Mac et Linux.

## Accueil
- Canard PC : 6/10[1]